# Théorie de la restauration
 (août 2016).
Si vous disposez d'ouvrages ou d'articles de référence ou si vous connaissez des sites web de qualité traitant du thème abordé ici, merci de compléter l'article en donnant les références utiles à sa vérifiabilité et en les liant à la section « Notes et références ».
Théorie de la restauration (en italien : Teoria del restauro) est un recueil d'essais sur la méthodologie de l'art, rédigé par Cesare Brandi, étant le fruit des leçons données par l'auteur.

## Caractéristiques
Ce livre naît du travail effectué par l'auteur à l'Institut supérieur pour la conservation et la restauration, fondée en 1939, et est un recueil organique des leçons et des écrits de Brandi datant de cette époque-là, en insistant sur les critères qui ont inspiré son activité et ses résultats.
Œuvre d'une grande importance, sa fonction a été officiellement reconnue par la Charte de la restauration de 1972, qui est basée sur le recueil en question.

## Structure
L’œuvre est divisée en huit chapitres suivants : 
1. Le concept de la restauration (Il concetto di restauro)
2. Le sujet de l'œuvre d'art (La materia dell'opera d'arte)
3. L'unité potentielle de l'œuvre d'art (L'unità potenziale dell'opera d'arte)
4. Le temps en ce qui concerne l'œuvre et la restauration (Il tempo riguardo all'opera d'arte e al restauro)
5. La restauration en fonction du cas historique. (Il restauro secondo l'istanza della storicità)
6. La restauration en fonction du cas esthétique. (Il restauro secondo l'istanza estetica)
7. L'espace de l'œuvre d'art. (Lo spazio dell'opera d'arte)
8. La restauration préventive. (Il restauro preventivo)